# سیندی مارگولیس
سیندی مارگولیس (انگلیسی: Cindy Margolis؛ زاده ۱ اکتبر ۱۹۶۵) یک مانکن و بازیگر اهل ایالات متحده آمریکا است.